# János Rózsás
János Rózsás (Budapest, 6 de agosto de 1926 - Nagykanizsa, 2 de noviembre de 2012) fue un escritor húngaro.
Estuvo cautivo en la Unión Soviética entre 1944 y 1953, y durante estos años se hizo amigo de Aleksandr Solzhenitsyn, el famoso escrito y ganador del premio Nobel soviético. Escribió varios libros y artículos sobre el tema del Gulag. Zoltan Szalkai, el cineasta húngaro, hizo una película de János Rózsás y György Zoltán Bien, que fueron testigos oculares del gulag. Rózsás murió, a los 86 años de edad, en Nagykanizsa.

## Obras publicadas
- Keserű ifjúság (Amarga juventud) (München, 1986)
- Éltető reménység (Imprescindible confianza) (München, 1987)
- Duszja nővér (Enfermera Duszja) (Nagykanizsa, 1995)
- GULAG-lexikon (GULAG-enciclopedia) (Budapest, 2000)
- Leventesors (El destino de un militar joven aprendiz de Hungría durante la Segunda Guerra Mundial) (Nagykanizsa, 2005)